# Róbert Sighvatsson
Róbert Þór Sighvatsson (* 13. November 1972) ist ein isländischer Handballtrainer und ehemaliger Handballspieler. Er nahm mit der isländischen Nationalmannschaft an den Olympischen Spielen 2004 teil.

## Werdegang
Róbert Sighvatsson spielte in seiner Heimat bei Mosfellsbær und Víkingur Reykjavík. 1996 wechselte er in die deutsche Handball-Bundesliga. Nachdem er eine Spielzeit beim TuS Schutterwald gespielt hatte, lief der 1,92 Meter große Kreisläufer ab 1997 für den TSV Bayer Dormagen auf. Als sich Dormagen im Sommer 2001 aufgrund finanzieller Probleme freiwillig in die Regionalliga zurückzog, verließ Róbert Sighvatsson den Verein und schloss sich dem Zweitligisten HSG Düsseldorf an. Von 2002 bis 2007 spielte er beim Erstligisten HSG Wetzlar, wo er ab Oktober 2006 nach der Entlassung von Dragan Marković gemeinsam mit Wolfgang Klimpke bis Februar 2007 das Training der Mannschaft leitete.
Nach dem Ende seiner Spielerkarriere kehrte Róbert Sighvatsson nach Island zurück, wo er mit Baustoffen handelt und nebenbei die Mannschaft von Víkingur Reykjavík trainierte. Er ist verheiratet und hat zwei Söhne.